# Maronia
Maronia é um gênero de traça pertencente à família Noctuidae.